# 古館春一
古館春一（日语：／ Furudate Haruichi，1983年3月7日—），日本漫畫家。出生於岩手縣輕米町。於仙台設計專門學校畢業。

## 經歷
在高中畢業前居在岩手縣，國中、高中時期皆在排球部擔任副攻手。高中畢業後升學至仙台設計專門學校。之後的8～9年間都住在宮城縣。
漫畫投稿至週刊少年Jump編輯部的時間是在，以初次投稿的年紀來說「相當晚」的25歲。在第14回（2008年8月期）JUMP寶物新人漫畫賞（評審：星野桂）以《王様キッド》佳作得獎。作品刊登於《週刊少年Jump》（集英社）的官方網站。那之後，以刊登至《赤丸Jump》（集英社）2009 
WINTER的作品《アソビバ。》出道。
在《週刊少年Jump》2009年28號，刊登《詭辯學派四谷學長的怪談。》短篇，後在『週刊少年Jump』2010年13號到31號完成《詭辯學派四谷學長的怪談。》初次連載。另外，在JUMP寶物新人漫畫賞出身的漫畫家當中還是初次的連載得獎著。
《詭辯學派四谷學長的怪談。》結束連載後，以長年目標的排球為漫畫題材的連載為目標。在《少年Jump NEXT!》（集英社）2011 WINTER、《週刊少年JUMP》2011年20・21合併號刊載單篇《排球少年！！》。單篇發表過後經過了1年的推敲，在《週刊少年JUMP》2012年12號開始連載《排球少年！！》。

## 人物
興趣和特技是「又吃又喝、又喝又吃」。特別喜歡的漫畫是《ONE PIECE》（尾田榮一郎）、《惡童》（松本大洋）。喜歡的排球選手是青山繁（原全日本代表）和米山裕太（東麗箭）。
在國中・高中時期很熱衷於排球，但對於沒有好的成績而產生了留戀。因此以成為漫畫家為目標的同時，也以畫排球漫畫為目標。
如上所述，作者出生於岩手縣，當地因為沒有電車經過，而不常到鎮外。因此當要連載『排球少年！！』時注意到自己並不瞭解岩手，並轉以在高中畢業後住過8～9年的宮城縣為同作的主要舞台。但是，烏野高中和他的周邊都是以故鄉的岩手縣為意象所畫的。 
「排球少年！！」第24話的卷頭彩頁，主角日向穿的襯衫上面寫的成語有錯字（「大器晩成」的「成」少了一筆筆畫），並在單行本第三卷的「四格漫畫」裡寫著「把字給寫錯了。在印刷後才發現到。以後會多加注意的。」是古舘的道歉。在那之後，作品當中日向的襯衫並沒有改正錯字而繼續被作畫著。

## 作品列表

### 漫畫作品
- 範例
  - 粗字表示連載作品
  - 〈連載雜誌〉WJ：週刊少年Jump / 赤丸 ：赤丸Jump / NEXT：少年Jump NEXT!（皆屬集英社）
  - 〈收錄〉四 - 〇：詭辯學派四谷學長的怪談。第〇卷 / 排：排球少年！！

|  | 連載作品 |  | 單篇作品 |

|    | 漫畫名稱                 | 類型 | 連載雜誌                              | 收錄   | 備註                      |
| -- | ------------------------ | ---- | ------------------------------------- | ------ | ------------------------- |
| 01 |                          | 單篇 | WJ官方網站 （页面存档备份，存于）     | 四 - 3 | 第14回寶物新人漫畫賞佳    |
| 02 |                          | 單篇 | 赤丸2009 WINTER                       | 四 - 2 | 出道作，49P               |
| 03 |                          | 單篇 | WJ 2009年28號                         | 四 - 3 | 連載版的原型。中間彩頁45P |
| 04 | 詭辯學派四谷學長的怪談。 | 連載 | WJ 2010年13號 - 31號                  | 四     | 初次連載。恐怖漫畫        |
| 05 | 排球少年！！             | 單篇 | NEXT 2011 WINTER                      |        | 連載版的原型。中間彩頁51P |
| 06 | 排球少年！！             | 單篇 | WJ 2011年20・21合併號                 |        | 連載版的原型。中間彩頁47P |
| 07 | 排球少年！！             | 連載 | WJ 2012年12號 - ，2020年33 • 34合併號 | 排     | 連載期為8年半的排球漫畫   |

### 插圖
- [EAT A CLASSIC3」夾克插圖 -→Pia-no-jaC←（日语：→Pia-no-jaC←）

## 外部連結
- 『王様キッド』 （页面存档备份，存于）（第14回JUMP寶物新人漫畫賞佳作得獎作）

## 出處
1. 1 2 3  「JG1読切祭・『詭弁学派、四ッ谷先生の怪談』報告書」、『週刊少年Jump』2009年28号156頁、集英社）
2. ↑  . 岩手日報.   [2016-01-22]. （原始内容存档于2016-01-23）.
3. ↑  .   [2017-01-02]. （原始内容存档于2020-03-23）.
4. 1 2 3  日本文化出版《月刊バレーボール》2014年3月號
5. ↑  .   [2017-01-02]. （原始内容存档于2020-10-27）.
6. ↑  . MANTANWEB. 2013-03-18  [2014-04-30]. （原始内容存档于2017-05-23）.
7. 1 2  .   [2017-01-02]. （原始内容存档于2015-06-17）.
8. ↑  排球少年！！第3卷